# Hora legal japonesa
Hora legal japonesa ou JST (日本標準時, Nihon Hyōjunji, ou 中央標準時 Chūō Hyōjunji) é o fuso horário legal no Japão, 9 horas antes do UTC (isto é, UTC+09:00). Não há horário de verão, embora a sua introdução tenha sido debatida várias vezes. Durante Segunda Guerra Mundial, muitas vezes foi chamado de "Hora legal de Tóquio".

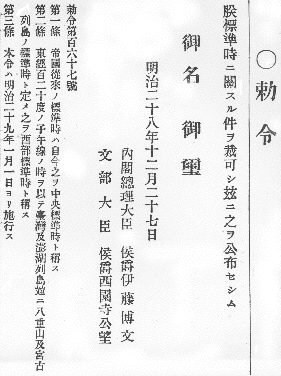
Portaria Imperial 167 emitida em 27 de dezembro, Meiji 28 (1895).

A Hora legal japonesa é a mesma que a hora legal na Coreia do Sul, hora legal na Indonésia, hora legal em Timor-Leste e hora legal de Yakutsk (Rússia).

## História
Antes do era Meiji (1868-1912), cada região local tinha seu próprio fuso horário em que o meio-dia era quando o sol estava exatamente em seu zênite. À medida que os métodos de transporte modernos, como os trens, foram adotados, essa prática tornou-se uma fonte de confusão. Por exemplo, há uma diferença de cerca de 5 graus de longitude entre Tóquio e Osaka e por isso, um trem que partiu de Tóquio chegaria a Osaka 20 minutos antes do tempo em Tóquio. Em 1886, a Portaria 51 foi emitida em resposta a este problema, que afirmou:
Citação: Portaria 51 (no cálculo preciso do tempo usando o Primeiro Meridiano) - 13 de julho de 1886
- O primeiro meridiano passa pelo Observatório de Greenwich da Inglaterra.
- Longitudes são calculadas usando o primeiro meridiano, contando 180 graus de leste ou oeste. Os graus positivos são a leste, os graus negativos estão a oeste.
- Em 1 de janeiro de 1888, 135 graus de longitude leste serão definidos como o meridiano padrão para todo o Japão, permitindo que os tempos precisos sejam resolvidos.[1]

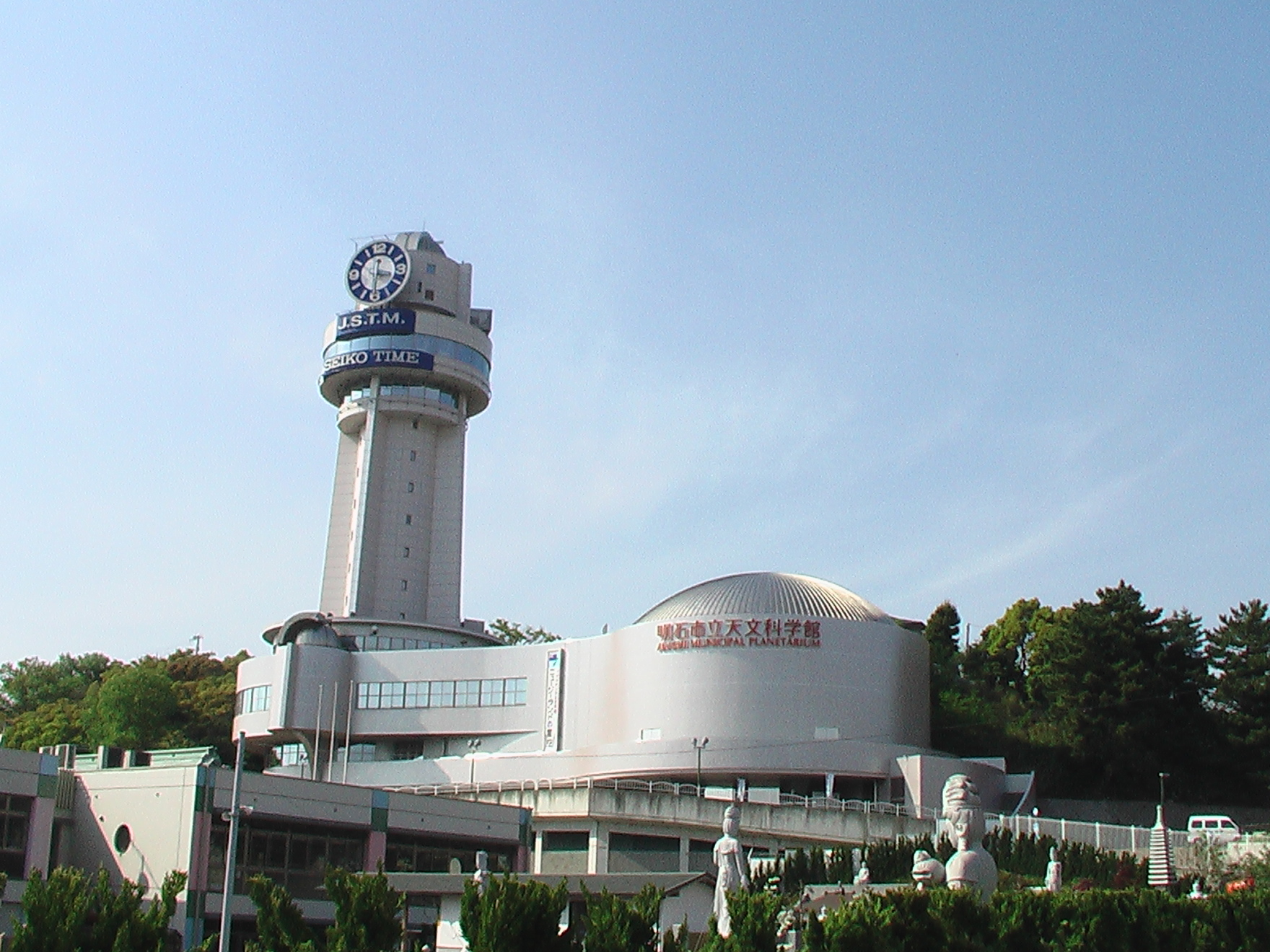
Planetário municipal de Akashi, localizado exatamente na longitude de 135°E, e conhecido como símbolo do Horário padrão do Japão.

De acordo com isso, o horário padrão (標準時, Hyōjunji) foi estabelecido 9 horas à frente de GMT (UTC ainda não foi estabelecido). Na ordenança, a primeira frase menciona GMT, a segunda define longitude leste e longitude oeste e a terceira diz que o fuso horário padrão seria efetivo a partir de 1888. A cidade de Akashi na Prefeitura de Hyogo está localizada exatamente em 135 graus de longitude leste e posteriormente foi conhecida como  Toki no machi  (Cidade do Tempo).
Com a anexação de Taiwan em 1895, a Portaria 167 (foto à direita) foi emitida para renomear a Hora Padrão anterior para Horário padrão central (中央標準時, Chūō Hyōjunji) e estabelecer um novo Horário padrão ocidental (西部標準時, Seibu Hyōjunji) a 120 ° de longitude como fuso horário para os japoneses Miyako e ilhas Yaeyama, bem como Taiwan e suas ilhas Penghu. Enquanto a Coreia esteve sob o domínio japonês em 1910, o Horário padrão na Coreia de UTC+8:30 continuou a ser usado até 1912, quando foi alterado para a Horário padrão Central.
O Horário padrão Ocidental, que foi usado em Taiwan e algumas partes de Okinawa, foi abolido pela Portaria 529 em 1937 e substituído por Horário padrão Central nessas áreas. Os territórios ocupados pelo Japão durante a Segunda Guerra Mundial, incluindo Singapura e Malásia, adotaram o horário padrão do Japão durante a duração da ocupação, mas reverteu após a Rendição do Japão .
Em 1948–1951 o Japão ocupado observou o horário de verão (DST) desde o primeiro domingo de maio das 02:00 até o segundo sábado de setembro às 02:00, exceto que a transição da primavera de 1949 foi o primeiro domingo de abril. Mais recentemente, houve esforços para trazer DST no Japão, mas até agora isso não aconteceu.

## Fuso horário do Império Japonês
O sistema de duas faixas horárias foi implementado no Japão entre janeiro de 1896 e setembro de 1937:
| Time offset | Nome                     | Japonês    | Romanização    | Região                                                           |
| ----------- | ------------------------ | ---------- | -------------- | ---------------------------------------------------------------- |
| UTC+08:00   | Horário padrão ocidental | 西部標準時 | Seibu Hyōjunji | Oeste de Okinawa e Taiwan (ver também Horário em Taiwan)         |
| UTC+09:00   | Horário padrão central   | 中央標準時 | Chūō Hyōjunji  | Japão continental e Coreia (ver também Horário na Coreia do Sul) |

A partir de outubro de 1937, o Horário Padrão Central também foi usado no oeste de Okinawa e Taiwan.

## Base de dados de fuso horário IANA
O banco de dados do fuso horário da IANA contém uma zona para o Japão no arquivo zone.tab, nomeado Ásia/Tóquio.

## Horário de verão no Japão
A partir de 1948–51, Japão observou DST entre maio e setembro de cada ano sob uma iniciativa do exército de ocupação liderado pelos EUA. A impopularidade do DST, para o qual as pessoas se queixaram de interrupção do sono e trabalho diurno mais longo (alguns trabalhadores tiveram que trabalhar desde o início da manhã até o anoitecer) fez com que o Japão abandonasse DST em 1952, Pouco depois de sua soberania ter sido restaurada após a entrada em vigor do Tratado de Paz de São Francisco. Desde então, a DST nunca foi oficialmente implementada em todo o país no Japão.
No final da década de 1990, um movimento para restabelecer DST no Japão ganhou popularidade, visando economizar energia e aumentar o tempo de lazer. A região de Hokkaido é particularmente a favor deste movimento porque a luz do dia começa as 03:30 (no tempo padrão) lá no verão devido à sua alta latitude e sua localização perto da borda leste do fuso horário, com muito do tempo solar da região, mais perto de UTC+10:00. Por isso, o sol se põe depois das 19:00 em grande parte do leste (em Tóquio, o último pôr do sol de todo o ano é 19:01, de 26 de junho a 1 de julho, apesar de estar em 35°41 'Latitude norte'). No início dos anos 2000, alguns governos locais e departamentos de comércio promoveram ensaios temporários não programados de horários de trabalho durante o verão sem reiniciar os relógios oficialmente.
O Conselho de Política Econômica e Fiscal da Gabinete do Governo é esperado para propor que o governo japonês comece a estudar DST na tentativa de ajudar a combater o aquecimento global. Primeiro-Ministro japonês Shinzo Abe fez um esforço significativo para introduzir o horário de verão, mas finalmente não teve êxito. No entanto, não está claro que DST economiza energia no Japão. Uma simulação de 2007 estimou que a introdução de DST para o Japão aumentaria o consumo de energia em residências de Osaka em 0,13%, com uma poupança de 0,02% devido à iluminação mais do que compensada por um aumento de 0,15% devido aos custos de resfriamento; a simulação não examinou edifícios não residenciais.